# ألفا وأوميجا (فلم 2010)
ألفا وأوميجا (بالإنجليزية: Alpha and Omega) هو فيلم رسوم متحركة تم إنتاجه في الولايات المتحدة والهند سنة 2010.

## طاقم التمثيل
- جوستين وونغ
- هايدن بانتير
- كرستينا ريتشي
- داني غلوفر
- دينيس هوبر

## الميزانية والإيرادات
بلغت تكلفة إنتاج الفيلم حوالي 20 مليون دولار بينما حقق أرباحا تقدر بـ 50,507,267 دولار.

## وصلات خارجية
- الموقع الرسمي
- مقالات تستعمل روابط فنية بلا صلة مع ويكي بيانات